# 彼得拉卡泰拉
彼得拉卡泰拉（義大利語：Pietracatella）是意大利坎波巴索省的一个市镇。总面积50平方公里，人口1490人，人口密度29.8人/平方公里（2009年）。ISTAT代码为070053。